# 馬特·瓦薩澤
馬特·瓦薩澤（1988年12月17日—）是一位喬治亞足球運動員，在場上司職前鋒。他現在效力於阿曉斯體育會。他也是喬治亞國家足球隊的一員。